# Prehrana na delovnem mestu
Zdrava in pravilna prehrana je pomembna v vseh življenjskih obdobjih in je eden izmed ključnih dejavnikov dobrega zdravja, zadovoljstva in storilnosti delavcev. Prav tako kot zaščita pred kemikalijami in hrupom na delovnem mestu, je pomemben tudi dostop do zdrave prehrane in preprečevanje nezdravih prehranjevalnih navad na delovnem mestu, vendar raziskave kažejo, da se temu posveča premalo pozornosti.

## Prehrana kot del varnega delovnega mesta
Pravilna prehrana na delovnem mestu predstavlja naložbo za celotno organizacijo, saj vodi do povečanja splošnega zdravja, dobrega počutja, delovne storilnosti, morale delavcev ter omogoča preprečevanje nesreč na delovnih mestih. Zdravi in zadovoljni delavci so ustvarjalnejši, ostajajo zvesti organizaciji oz. delodajalcu, redkeje zbolijo in odhajajo v bolniški stalež. Poleg tega se zmanjša tveganje za kardiovaskularna obolenja, nekatere vrste raka, nihanje anksioznosti in razpoloženja. Vse to posledično pripomore k zmanjšanju stroškov zdravstvenega varstva.
V sodobnem času je svet postal razdeljen na tiste, ki so podhranjeni in tiste s prekomerno telesno težo. Skoraj milijarda ljudi je namreč podhranjenih, medtem ko je več kot milijarda pretežkih. Vzroke za to najdemo v pomanjkanju dostopa do prehransko uravnotežene hrane ali v preveliki izpostavljenosti kalorični in sladki hrani.

### Odsotnost delavcev in stroški zdravstvenega varstva
V ZDA je zaradi debelosti in kroničnih bolezni letno 63 milijonov zdravniških obiskov, 39 milijonov izgubljenih delovnih dni in 239 milijonov dni z omejeno dejavnostjo. Delavci s prekomerno telesno težo naj bi dvakrat pogosteje izpuščali delo kot delavci z normalno telesno težo, prav tako pa zaradi zdravstvenih stroškov in absentizma, delodajalca letno stanejo od 450 do 2500 dolarjev več.
Dveletna študija v ZDA, ki je zajemala 40.000 delavcev v industriji, je pokazala, da je promocija zdrave prehrane na delovnem mestu pripeljala do 14 % upada invalidskih dni ter povrnila 2,05 dolarja za vsak vložen dolar.

### Delovna uspešnost in storilnost
Druga močna spodbuda za urejeno prehrano na delovnem mestu sta delovna uspešnost in storilnost. Svetovna zdravstvena organizacija poroča, da lahko ustrezna prehrana nacionalno produktivnost poveča za kar 20 %. Nezadostno uživanje hranljivih živil v delovnem času je vezano na težave s pozornostjo, sprejemanjem odločitev, utrujenostjo, slabotnostjo, kar se povezuje z večjim tveganjem za nesreče pri delu. Povezava med prehrano in utrujenostjo je torej dobro znana. Za primer lahko vzamemo sladke pijače in nezdrave prigrizke iz avtomatov. Telo jih hitro prebavi in povzroči kratek val energije, vendar na koncu telo pusti še bolj izčrpano.
Upočasnjena hitrost procesiranja in skrajšan razpon pozornosti se lahko pojavita tudi zaradi hipoglikemije ali nizkega sladkorja, ko posameznik obrok preskoči, kar 30 % oslabljene delovne zmogljivosti in telesne neučinkovitosti pa je povezane s pomanjkanjem železa v telesu. V Južni Aziji samo pomanjkanje železa predstavlja izgubo v produktivnosti za 5 milijard ameriških dolarjev. Zaradi takšnih pomanjkanj so ljudje med opravljanjem dela manj zbrani, kar lahko privede do nesreč. Mednarodna organizacija dela (ILO), ki se ukvarja s pomenom ustrezne prehrane za posameznikovo splošno zdravje in produktivnost, poroča, da delavci po vsem svetu, utrpijo 317 milijonov poklicnih nesreč na leto. Za posledicami poklicnih bolezni in nezgod letno umre več kot 2,3 milijona ljudi. Vlada in delodajalci bi morali videti ureditev prehrane na delovnem mestu kot priložnost, da se delavci okrepčajo in spočijejo, saj to poleg zdravja in počutja vpliva tudi na varnost pri delu.

## Zakonodaja
Obstaja nekaj zakonov, kjer je določeno kdaj, kje in kako bodo delavci dostopali do hrane, vendar ni določeno kakšna hrana jim mora biti na voljo. Odločitev o odmoru za malico je pogosto prepuščena državi sami. Npr. v ZDA zakon ne določa obveznega odmora za malico, v Braziliji jim pripada 1-2 uri na 6 ur dela; v Nigeriji in Libiji 1 ura na 6 ur dela, na Japonskem 45 minut po 6 urah ipd. Drugod naj bi imeli 30 min odmor na 5 ur dela. Velik problem, ki pri tem nastane, je zadostnost časa. Delodajalci se morajo vprašati ali so dodelili dovolj časa, da zaposleni obrok npr. naročijo, ga v miru pojejo in se vrnejo na delo. Problem se pojavi tudi pri določenih poklicih (zaposleni v bolnišnicah, operaterji ipd.), ki delovnega mesta ne morejo zapustiti dokler jih nekdo ne nadomesti. Njihovi odmori za malico so zato lahko skrajšani ali jih celo ni.
Tudi v Sloveniji obstajajo pravni vidiki glede prehrane delavcev na delovnem mestu, ki jih ureja področni Zakon o delovnih razmerjih (Uradni list RS, št. 42/2002 in 103/2007) in določa, da mora delodajalec:
- delavcu izplačati nadomestilo za stroške prehrane ob mesečnem dohodku in
- delavcu zagotoviti obvezen čas za odmora,
- zaposlenim, ki delajo ponoči zagotoviti pravico do prehrane med delom.

## Rešitve

### Intervencijski programi
Ena izmed možnosti za ustvarjanje zdravega delovnega okolja je oblikovanje programov za uravnoteženo prehrano, ki so koristni tako za delavce kot delodajalce. Takšni programi so se začeli izvajati v vseh okoljih, ki vključujejo vsakodnevno odločanje o izbiri živil. Na delovnem mestu ljudje preživijo veliko časa, zato je pomembna ustrezna spodbuda in promocija zdrave prehrane in zdravja na sploh. V okviru številnih intervencijskih programov so se za najbolj učinkovite intervencije izkazale naslednje: sodelovanje dietetikov pri izobraževanju delavcev o prehrani, spremembe v jedilnicah/menzah (povečana razpoložljivost menijev), ustrezno oglaševanje za zdravo prehrano, nižje cene zdravih artiklov v prodajnih avtomatih in telesna aktivnost. Temeljnega pomena je podporno okolje v katerem se čim večje število zaposlenih vključi v intervencijske programe in sodeluje pri načrtovanju in upravljanju le-teh. S tem skupaj prepoznajo in določijo organizacijske in prostorske ovire pri spodbujanju uravnotežene prehrane na delovnem mestu.

### Ustrezni dobavitelji
Večja podjetja zaposlenim večinoma ponujajo gostinske storitve in imajo redna sredstva za določene izboljšave glede prehrane, in sicer izbira ustreznih dobaviteljev za varnejšo in bolj zdravo prehrano. Vendar lahko tudi manjša podjetja delujejo v tej smeri. Lahko sodelujejo z lokalnimi ponudniki ali uvedejo darilne bone, ki jih lahko delavci unovčijo za hrano v izbranih restavracijah in trgovinah. Ta program z boni ponuja številne prednosti: delodajalcem prihrani stroške vzdrževanja menz, revitalizira urbana središča z restavracijami in trgovinami. Na ta način je npr. Brazilija zelo zmanjšala podhranjenost in povečala produktivnost.

### Urejeni jedilni prostori
Zelo zaželene so tudi kuhinje oz. prostori s pečico, kuhalno ploščo, hladilnikom oz. prostorom za shranjevanje hrane na delovnem mestu. To omogoča, da imajo delavci urejen prostor, kjer se lahko v času odmora ustrezno prehranjujejo.

### Menze
Vzpostavitev menze kot rešitev za urejeno prehrano na delovnem mestu s seboj prinaša veliko prednosti. Podjetja lahko nadzirajo jedilnike in se odločijo za hrano, ki je za delavce in njihovo delo najbolj ustrezna. Imajo nadzor nad ceno, subvencioniranjem zdravih živil ter delovnim časom menze. Na ta način nudijo topel in zdrav obrok tudi delavcem na nočnih izmenah. Prednost je tudi v tem, da se z druženjem v času malice krepijo medosebni odnosi, poleg tega  delavcem ni potrebno zapuščati podjetja in s tem izgubljati časa. Iz tega prostorskega razloga so izjemno priročne tudi za gibalno ovirane delavce.

### Prodajni avtomati
Ena izmed rešitev so prodajni avtomati, ki lahko zagotovijo različne vrste živil npr. vroče juhe in tako koristijo tudi delavcem na nočnih izmenah. Zasedejo malo prostora in stanejo veliko manj kot vzdrževanje menze.

## Ovire
Prodajni avtomati so velikokrat založeni z nezdravimi prigrizki, menze če obstajajo pa rutinsko ponujajo nezdravo hrano. Delavci včasih nimajo niti dovolj časa ali ustreznega prostora za malico. Zaradi tega ne zaužijejo dovolj kalorij in posledično ne morejo učinkovito opravljati napornega dela, ki se od njih pričakuje. Prav tako kmetijski in gradbeni delavci pogosto jedo v nevarnih in zdravju škodljivih pogojih (na gradbišču, cestah). Še posebej velik problem predstavlja urejenost prehrane delavcev na nočnih izmenah. Številne delovne organizacije namreč nimajo menz, ki bi bile odprte tudi v nočnem času, zato imajo le-ti že v splošnem manj možnosti za zdravo prehrano.

## Smernice zdravega prehranjevanja delavcev
Ministrstvo za zdravje v Sloveniji je s pomočjo strokovnjakov oblikovalo Smernice zdravega prehranjevanja delavcev, ki služijo kot teoretično izhodišče za oblikovanje in pripravo uravnoteženih obrokov delavcev glede na zahtevnost posameznikovega delovnega mesta. Zaposleni, ki opravljajo lahka dela morajo imeti količinsko in energijsko manj bogat obrok kot zaposleni pri težjem fizičnem delu.
Delovna mesta so po težavnosti fizičnega dela razdelili v pet stopenj, in sicer zelo lahko, lahko, srednje težko, težko in zelo težko delo. Glede na to, da se lahko delovne naloge od delovnega mesta do delovnega mesta kljub istemu poklicu razlikujejo, predlagajo, da podjetja delavce v teh pet kategorij razvrstijo sama.
Tabela 1: Stopnje delovnih mest s primeri
| Stopnja            | Primeri                                                                                                |
| ------------------ | --- |
| Zelo lahko delo    | Uradniki v državni upravi, kadrovski delavci, urarji, psihologi, ekonomisti                            |
| Lahko delo         | Administratorji, učitelji, duhovniki, poslanci, laboratorijski delavci, šivilje, vozniki, električarji |
| Srednje težko delo | Geodeti, zdravniki, veterinarji, igralci, čistilci, natakarji                                          |
| Težko delo         | Vojaki, bolničarji, zidarji, kamnoseki, smetarji                                                       |
| Zelo težko delo    | Gozdarji, rudarji                                                                                      |

Zdrav dnevni način prehranjevanja naj bi bil: obilen obrok hrane pred delom, zajtrk, polnovreden obrok po delu, pozno kosilo ter še ustrezen večerni obrok. Med delovnim časom naj bi zaposleni sicer pojedli manjši obrok, vendar kakovosten in uravnotežen, kar pomeni dovolj  makrohranil: beljakovin, maščob in ogljikovih hidratov, esencialnih hranil kot so vitamini, minerali, aminokisline, prehranske vlaknine in primerna količina vode.
Ta način delavci odklanjajo, saj je njihov dnevni način prehrane hranilno in energijsko pomanjkljiv. Raziskave namreč kažejo, da je prehranjevanje delavcev v Sloveniji neustrezno, saj imamo manj obrokov kot je priporočeno, zaužije se preveč skupnih in nasičenih maščob ter premalo sadja in zelenjave. Bolj nezdravo se prehranjujejo moški, pripadniki nižjih družbenih slojev, nižje izobraženi, težki fizični delavci v industriji idr.

### Sestava jedilnikov
Pravilno sestavljeni dnevni jedilniki morajo priporočilom ustrezati tudi glede hranilne in enrgijske gostote. O prazni hrani (junk food) govorimo kadar je energijsko bogata, vendar hranilno revna. Velika količina maščob in enostavnih vrst sladkorja pokrije dnevne energijske potrebe, vendar ne zadosti potreb po esencialnih hranilih.
Poseben problem pri načrtovanju obrokov so nočni obroki med nočnim delom. Med glavnimi uravnoteženimi obroki hrane naj bi minilo tri do pet ur ur. Če delavec zajtrkuje doma med 6. in 7. uro zjutraj, lahko ima malico najpozneje med 11. in 12. uro dopoldan, kosilo doma med 16. In 17. uro, v včernih urah med 19. in 22. uro pa lahko zaužije še en manjši obrok hrane.
Pri sestavi jedilnikov zaposlenih bi morale delovne organizacije upoštevati pestrost izbire živil, barve, okusa in priprave hrane. Pri načrtovanju malice se naj upošteva mednarodno sestavo osnovnega jedilnika, ki se ne sme ponoviti prej kakor v dveh do treh tednih. Najbolj zdrava je presna in kuhana hrana, sledi ji pečena in nato ocvrta hrana, ki pa negativno vpliva na proces dela. Ljudje so po težki hrani ponavadi zaspani in lenobni, zato se odsvetuje uporaba živil z visokim deležem maščob. Eden izmed problemov pri prehranjevanju zaposlenih oz. sestavi jedilnikov v podjetjih so tudi bolezni povezane s prebavo, ki jih imajo nekateri zaposleni. Teh prilagoditev je preveč in jih delodajalci težko upoštevajo.
Polnovredni obrok delavca mora biti naslednje sestave:
| A + 2B + C |
| ---------- |

A = glavna jed, ki je mesna ali vsebuje ustrezno zamenjavo za meso (stročnice, jajca)
B = škrobna priloga in zelenjava ali sadje
C = napitek (voda, naravni sadni sok)